# Parti démocrate chrétien de Cuba
Le Parti démocrate chrétien de Cuba (en espagnol : Partido Demócrata Cristiano de Cuba) est un parti politique cubain, fondé en 1959, sous le nom de  Movimiento Demócrata Cristiano (« mouvement démocrate chrétien ») par l'avocat, professeur, journaliste cubain José Ignacio Rasco (es) (1925-2013). Contraint à l'exil, il prend sa dénomination actuel à Miami en 1991. Il est membre de l'Organisation démocrate-chrétienne d'Amérique.

## Présentation
Dans son manifeste le parti déclare : « Nous avons décidé de fonder le Parti chrétien-démocrate de Cuba parce que nous voulons offrir une alternative politique à notre mère patrie dans la lutte pour les droits de l'homme, le développement économique et la justice sociale dans un cadre démocratique et pluraliste ». Le parti invoque l'héritage de Simón Bolívar et José Martí qui, selon lui, « ont conçu l'Amérique latine comme une fraternité de nations communes, souveraines et communes ». 
Le Parti chrétien-démocrate de Cuba est publiquement contre toute intervention étrangère à Cuba et déclare son opposition à l'embargo américain contre l'île.

## Site
Site officiel du PDC de Cuba